# (4426) Roerich
(4426) Roerich est un astéroïde de la ceinture principale.

## Description
(4426) Roerich est un astéroïde de la ceinture principale. Il fut découvert le 15 octobre 1969 à Nauchnyj par Lioudmila Tchernykh. Il présente une orbite caractérisée par un demi-grand axe de 2,75 UA, une excentricité de 0,07 et une inclinaison de 2,1° par rapport à l'écliptique.

## Compléments